# ريتشارد هايز
ريتشارد هايز هو لغوي كندي، ولد في 1945.